# Залавар
Залавар (мађ. Zalavár) је насеље у западној Мађарској. Залавар је мање насеље у оквиру жупаније Зала. Налази се око 9 км југозападно од језера Балатон.

## Име
Према писаним изворима насеље се у 9. веку звало „Мосапурц“, „Mosapurc regia civitate“. У средњовековним записима је био познат и као Мосбург, Урбс Палударум, Браславеспурч и Блатенград (Moosburg, Urbs Paludarum, Braslavespurch). Средњовековно насеље је у савременим изворима познато као Блатнохрад (Blatnohrad) (словачки), Блатноград, Блатноград (српскохрватски и бугарски). Јан Колар га је назвао Салавар у својој путописној књизи и описао стање рушевина 1841. године.

## Географија

### Локација
Залавар се налази на северном рту између два резервоара језера Киш-Балатон. Већина подручја села лежи под водом или је мочварна и део је Националног парка Балатон. Омеђена је акумулацијом језера Киш-Балатон 2 на истоку, резервоаром 1. и реком Зала на западу.

## Историја
У 9. веку Мосапурц или Мосбург је био утврђено насеље подигнуто уз реку Залу и био је главни град франачке вазалне Доњопанонске кнежевине којом је владао словенски кнез Прибина („Privinae civitas, munimen, castrum in nemore et palude Salae“ у салцбуршкој хроници). За време владавине Прибининог сина, кнеза Коцеља (861–876), у лето 867. године, пружила је краткотрајно гостопримство браћи Ћирилу и Методију на путу из Велике Моравске папи у Рим да оправда употребу словенског језика као богослужбени језик. Они и њихови ученици претворили су Залавар у један од центара ширења знања о новом словенском писму (глагољици) и књижевности, образујући бројне будуће мисионаре на њиховом матерњем језику.

## Становништво
У време пописа 2011, национална дистрибуција је била следећа: Мађари 94,7%, Роми 3%, Немци 1,7%. 80,8% становника се изјаснило као римокатолици, 1,1% као реформисани, 0,55% као евангелисти, а 5,6% као неконфесионални (11,8% се није изјаснило).

## Слике из Балатонмађарода
- Миленијумски споменик (подигнут 2009)
- Скулптуре у част Ћирила и Методоја (подигнуто 2013)
- Остаци базилике
- Археолошка откопавања 2005.]